# Bécassine
Bécassine è un personaggio immaginario protagonista di una omonima serie a fumetti francese ideata da Maurice Languereau e Émile-Joseph Pinchon nel 1905. Divenne presto molto popolare in Francia soprattutto negli anni dieci e fra le due guerre, quando molte delle sue storie, continuamente ristampate, vennero trasmesse anche per radio. Ebbe poi anche trasposizioni cinematografiche nel 1939 e nel 2002. È stato il primo protagonista di sesso femminile della storia del fumetto francese e uno dei primi di quello mondiale.
Nell'aprile 2005, il servizio postale francese ha emesso un francobollo commemorativo del personaggio per il suo centenario. Nella Bretagna contemporanea rimane una figura familiare, con bambole e ornamenti di Bécassine disponibili nei negozi turistici.

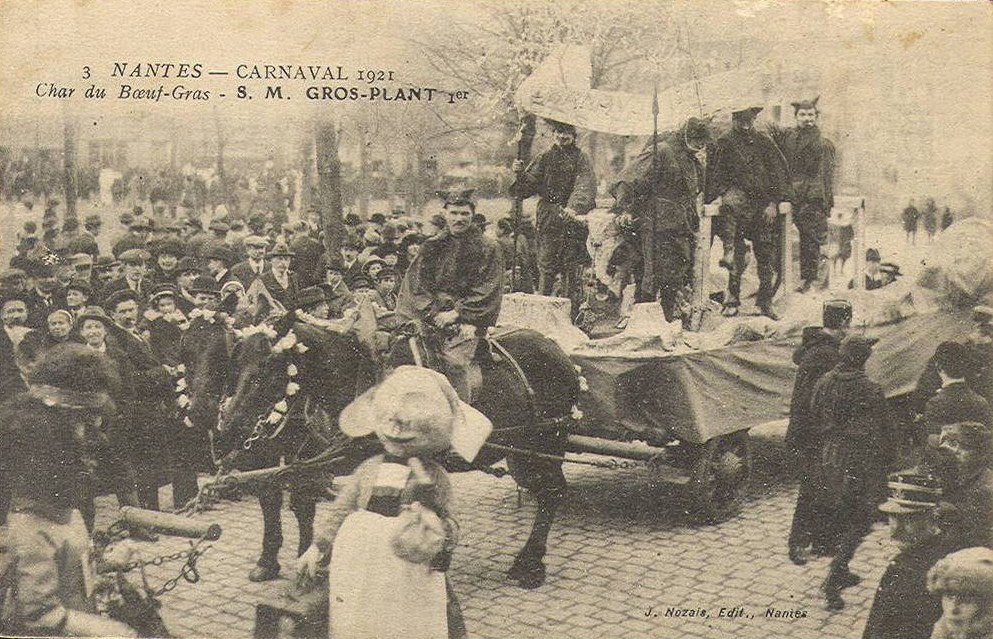
Carnevale di Boeuf Gras - Nantes 1921, cartolina postale del 1921. In primo piano un travestimento da Bécassine.

## Biografia del personaggio
Annaïk Labornez, detta Bécassine (da bécasse, scervellata), è una ragazza che va a fare la cameriera presso la marchesa di Grand-Air partendo dalla natia Bretagna. Qui si mette spesso nei guai a causa della sua ingenuità ma riesce comunque a uscirne grazie al buon senso di cui è dotata, sia nelle faccende domestiche con la sua padrona sia che si ritrovi coinvolta nelle vicende della prima guerra mondiale. Parte poi in giro per il mondo diventando una delle prime donne a guidare un'automobile e a pilotare un aereo.

## Storia editoriale
Il personaggio venne ideato nel 1905 dall'editore de La Semaine de Suzette, Maurice Languereau, che si firma con lo pseudonimo di Caumery, e viene disegnata fino al 1941 da Joseph-Porphyre Pinchon e poi da altri come Jean Trubert che, a cavallo del 1960, rinnova il personaggio mantenendone però le principali caratteristiche. Al posto dei balloon sono presenti lunghe didascalie.
Venne ideato dall'editore come riempitivo per gli spazi bianchi del giornale e il successo delle storie, scritte da Jacqueline Rivière e disegnate da Joseph Pinchon, convinse l'editore a mantenerlo presente nel giornale, seppure sempre come riempitivo; solo nel 1913 il personaggio divenne protagonista di storie maggiormente strutturate disegnate sempre da Pinchon ma scritte dall'editore stesso. In questo periodo venne assegnato il nome al personaggio, "Annaïck Labornez", e viene detto che il suo soprannome, Bécassine, deriva dal suo villaggio natale, Clocher-les-Bécasses. Tra il 1913 e il 1950, vennero pubblicati 27 volumi - continuamente ristampati dal suo editore, Gautier-Languereau - di storie del personaggio, 25 dei quali disegnati da Pinchon e gli altri due da Édouard Zier, mentre tutti sono accreditati a "Caumery" in quanto, dopo la morte di Languereau nel 1941, anche gli altri scrittori assunsero lo stesso pseudonimo. Dopo la morte di Pinchon nel 1953, la serie venne continuata da altri artisti come Jean Trubert (dal 1959).

## Altri media
Cinema
- Bécassine (1939, diretto da Pierre Caron, 93 minuti).[4][5][1]
- Becassine – Il tesoro vichingo (2001, diretto da Philippe Vidal, 85 minuti).[6][1]

## Galleria d'immagini

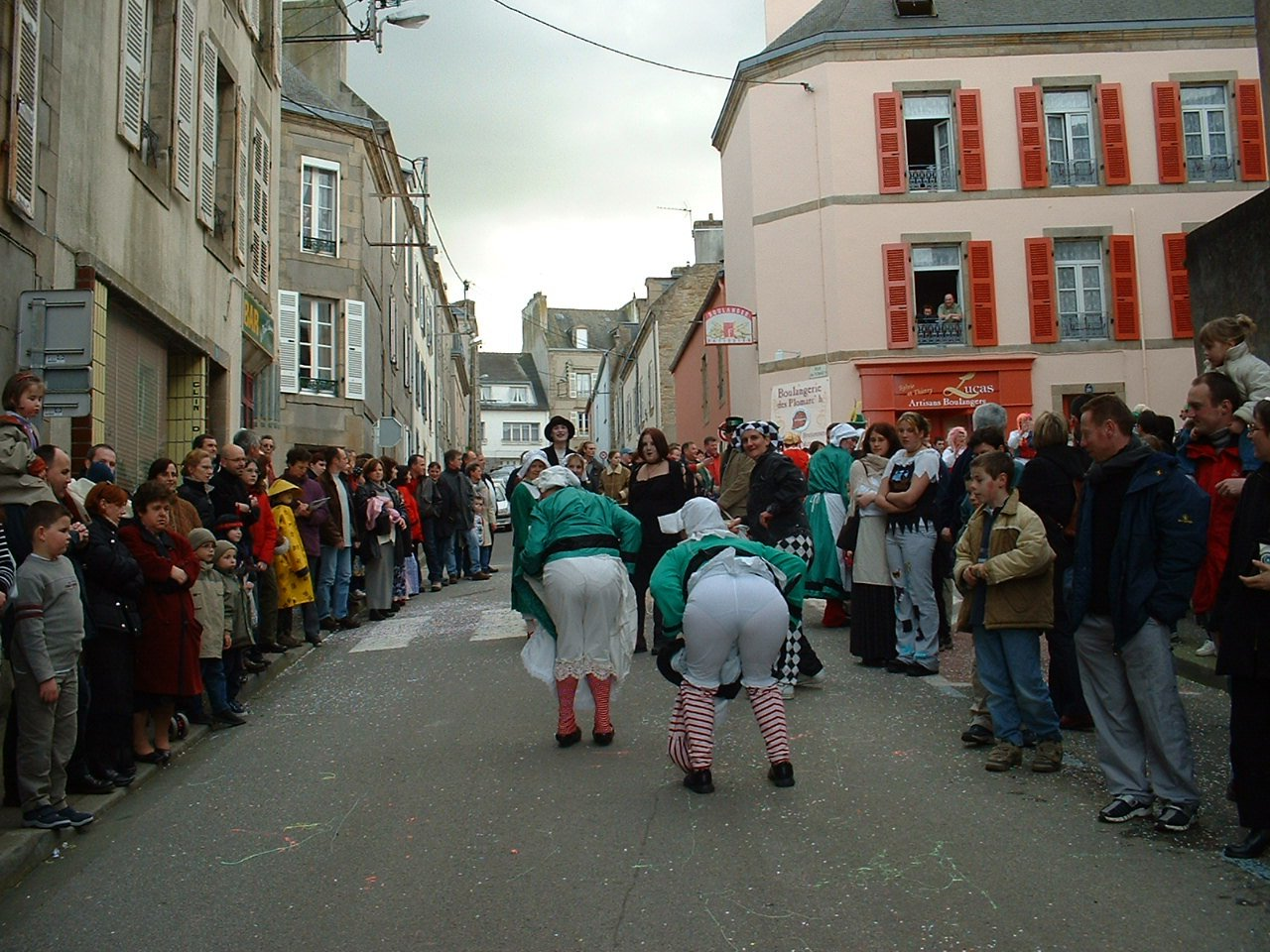
Travestimenti da Bécassine.
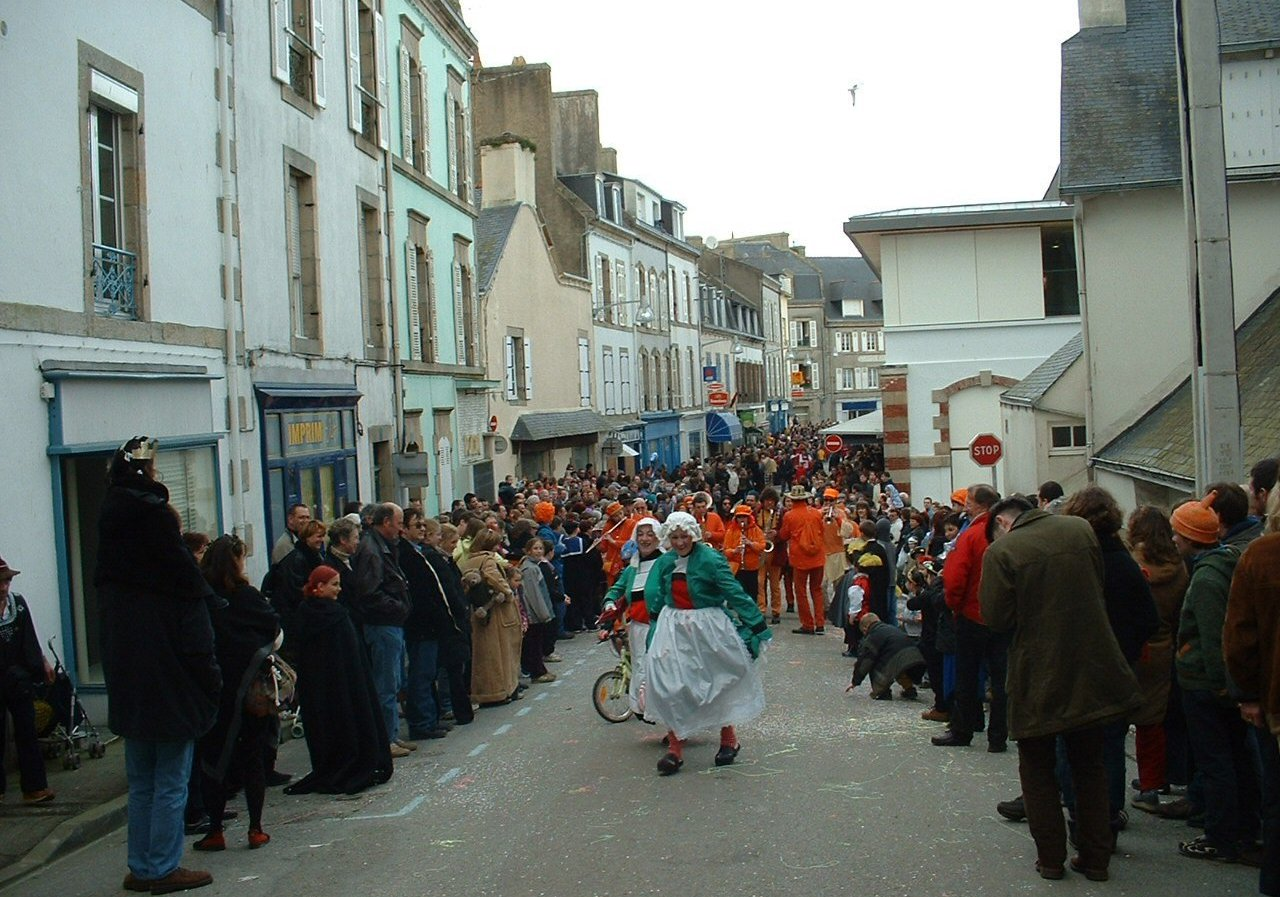
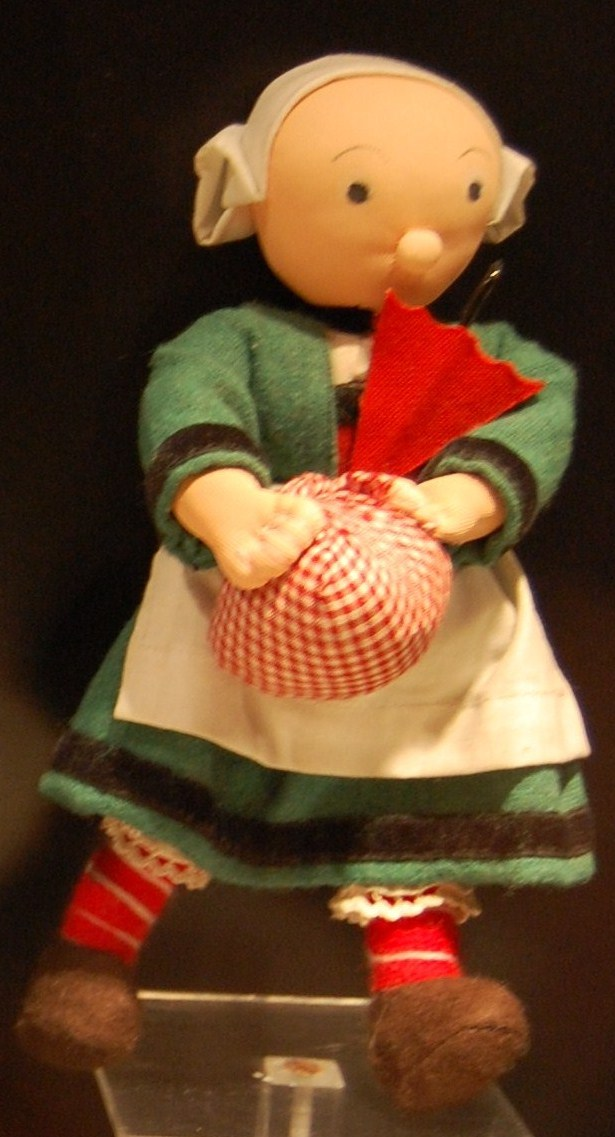
Pupazzo raffigurante Bécassine